# Бастобе
Ба́стобе (каз. Бастөбе) — село у складі Каратальського району Жетисуської області Казахстану. Адміністративний центр Бастобинський сільського округу.
До 2000 року село називалося Ленінський Путь.
Населення — 2941 особа (2021; 3316 у 2009, 3180 у 1999, 4297 у 1989).